# HK Pinskie Iastreby
 (novembre 2019).
Le HK Pinskie Iastreby (en russe : ХК Пинские ястребы) est un club de hockey sur glace de Pinsk en Biélorussie.

## Historique
Le club est créé en 2018. Il évolue dans l'Ekstraliga B.

## Palmarès
- Néant.